# Emanuel Ax
Pour les articles homonymes, voir Ax.
Emanuel Ax est un pianiste né le 8 juin 1949 à Lviv, en Galicie, annexée après la Seconde Guerre mondiale par l'Union soviétique.

## Biographie
Né dans une famille juive, il commence le piano à 6 ans, et continue sa formation à la Juilliard School lors du départ de sa famille aux États-Unis.
Connu du grand public depuis qu'il a remporté le premier prix du concours Arthur Rubinstein à Tel-Aviv en 1974, il remporte en 1979 le concours Avery Fischer Prize à New York et signe un contrat avec RCA Records. En 1987, il signe un contrat d'exclusivité avec Sony Classical et son premier album sous ce label remporte un Grammy Award. Il en gagne un second pour son enregistrement du Concerto pour piano no 2 de Johannes Brahms, puis gagne 3 autres Grammy pour ses enregistrements avec Yo-Yo Ma, et encore un autre pour son Trio pour clarinette, violoncelle et piano de Brahms avec Yo-Yo Ma et Richard Stoltzman.
Il fait une brillante carrière aux États-Unis, notamment avec les orchestres de New York, Chicago, Boston, Philadelphie, Cleveland ; il vient cependant souvent en Europe, et s'est produit avec les orchestres de Londres, Saint-Pétersbourg, Oslo, Lyon…
Il fait une apparition, jouant son propre rôle, dans la saison 2, épisode 4, de la série Mozart in the Jungle.